# Lost in the Echo
Lost in the Echo is een nummer van de Amerikaanse alternatieve rockgroep Linkin Park. Het is geschreven door Chester Bennington en Mike Shinoda en geproduceerd door Shinoda als de tweede single voor het vijfde studioalbum Living Things, dat 22 juni 2012 uitkwam. Lost in the Echo wordt op 6 augustus 2012 in het Verenigd Koninkrijk en in de Verenigde Staten uitgebracht. De opnames voor de videoclip begonnen 1 juli 2012.

## Release en videoclip
In een extra nieuwsbrief van Warner Music Nederland van 29 juni 2012, waarin zij bekendmaakten dat het album Living Things op de eerste positie in de Nederlandse Album Top 100 binnenkwam, werd bekendgemaakt dat er duidelijkheid was over de volgende single van het album. Warner wilde de titel nog even geheim houden. Op dezelfde dag werd de lyricvideo van het nummer op het kanaal van Linkin Park op YouTube geüpload. Tijdens het filmpje is artwork een van de bandleden te zien, die grafisch bewerkt in een mix van gras, vuiligheid en zeewier is gevallen, waardoor enkel zijn benen in een vallende positie te zien zijn. De afbeelding van de bandlid is afkomstig van de 360°-scans die de band liet maken voor de art van het album.
Model Carly Francavilla en rapper Gino the Ghost maakten via hun Twitteraccount bekend dat zij als hoofdpersonages betrokken waren in de videoclip van Lost in the Echo. Het filmen vond op 1 en 2 juli 2012 plaats in Detroit. Kort daarna bevestigde Shinoda dat de productie van de videoclip begonnen was. Hij noemde het een "interactieve videoclip". De videoclip kwam op 29 augustus uit. Lost in the Echo is de eerste videoclip na een lange serie videoclips die niet door bandlid Joseph Hahn is geregisseerd. De leiding was deze keer in de handen van Jason Zeda. De clip is geïntegreerd met Facebook. Een groep mensen krijgt polaroids te zien met foto's van de Facebookgebruiker. De personages die deze foto's zien, worden overmand met emoties omdat ze herinnerd worden aan het verleden. Uiteindelijk brokkelen zij af. Een week na de release werd een non-interactieve variant uitgebracht.
Het nummer kwam in het Verenigd Koninkrijk op de releaselijst te staan met 23 juli 2012 als verkoopdatum. De uitgave werd echter uitgesteld naar 6 augustus, de datum waarop de release ook in het Verenigd Koninkrijk zou plaatsvinden. De release werd vervolgens weer 20 augustus maar ook dit werd geen werkelijkheid. De band bevestigde 25 augustus dat de 29ste de datum van uitgave zou zijn, de datum waarop de première van de videoclip was. De release was pas op 8 oktober 2012. Het nummer was al in de Verenigde Staten op 17 september uitgebracht op de alternatieve en rockradiozenders.

## Tracklist
Alle muziek en teksten zijn geschreven door Linkin Park. 
| Nr. | Titel            | Duur  |
| --- | ---------------- | ----- |
| 1.  | Lost in the Echo | 03:25 |

| Nr. | Titel                                   | Duur  |
| --- | --------------------------------------- | ----- |
| 1.  | Lost in the Echo (Album Version)        | 03:25 |
| 2.  | Lost in the Echo (Instrumental Version) | 03:25 |

## Personeel
Linkin Park
- Chester Bennington: leadvocalen, achtergrondvocalen
- Rob Bourdon: drum, percussie
- Brad Delson: leadgitaar
- Joseph Hahn: DJ, scratching, programmering, sampling
- Phoenix: basgitaar
- Mike Shinoda: ritmisch gitarist, leadvocalen, achtergrondvocalen, producer, keyboard

Productie
- Rick Rubin: producer
- Mike Shinoda: producer, mixer, pro-tools
- Manny Marroquin: mixer
- Brian "Big Bass" Gardner: mastering
- Brandon Parvini: ontwerp
- Gemixt in de Larrabee North Studios
- Gemasterd in Bernie Grundman Mastering
- Ontwerp door Ghost Town Media

Emily Armstrong · Chester Bennington · Rob Bourdon · Colin Brittain · Brad Delson 
Dave Farrell · Joe Hahn · Scott Koziol · Mike Shinoda · Mark Wakefield